# Liste der Monuments historiques in Mirebeau-sur-Bèze
Die Liste der Monuments historiques in Mirebeau-sur-Bèze führt die Monuments historiques in der französischen Gemeinde Mirebeau-sur-Bèze auf.

## Liste der Immobilien
| Bezeichnung                       | Beschreibung                           | Standort                              | Kennzeichnung | Schutzstatus | Datum | Bild           |
| --------------------------------- | -------------------------------------- | ------------------------------------- | ------------- | ------------ | ----- | -------------- |
| Kirche Nativité-de-la-Vierge      | aus dem 13. Jahrhundert                | Rue de l’Eglise (Lage)                | PA00112543    | Classé       | 1909  | weitere Bilder |
| Grenzsteine des Forêt de Mirebeau | insgesamt 23 Grenzsteine, 1578 gesetzt | nördlich und östlich des Ortes (Lage) | PA21000056    | Inscrit      | 2010  |                |

## Liste der Objekte
| Bezeichnung                                 | Beschreibung                                                                                              | Standort                                   | Kennzeichnung | Schutzstatus | Datum | Bild |
| ------------------------------------------- | --- | ------------------------------------------ | ------------- | ------------ | ----- | ---- |
| Rechter Seitenaltar                         | Nischenretabel; Stuck und Holz, farbig gefasst und vergoldet, Spiegelglas, 18. Jahrhundert                | in der Kirche Nativité-de-la-Vierge (Lage) | PM21001500    | Classé       | 1909  |      |
| Kanzel                                      | Eichenholz, bemalt, 16. Jahrhundert                                                                       | in der Kirche Nativité-de-la-Vierge (Lage) | PM21001501    | Classé       | 1907  |      |
| Skulptur Madonna mit Kind                   | Kalkstein, Ende des 15. Jahrhunderts                                                                      | in der Kirche Nativité-de-la-Vierge (Lage) | PM21001502    | Classé       | 1913  |      |
| Acht Altarleuchter                          | zwei Leuchter: Eichenholz, vergoldet, um 1700; sechs Leuchter: Pappelholz (?), vergoldet, 18. Jahrhundert | in der Kirche Nativité-de-la-Vierge (Lage) | PM21001503    | Classé       | 1913  |      |
| Hauptaltar                                  | Altartisch und Tabernakel; Kalkstein, Holz, vergoldet, Anfang des 18. Jahrhunderts                        | in der Kirche Nativité-de-la-Vierge (Lage) | PM21001504    | Classé       | 1913  |      |
| Gemälde Martyrium des heiligen Bartholomäus | Ölfarbe auf Leinwand, zweite Hälfte des 19. Jahrhunderts; Kopie nach Jusepe de Ribera                     | in der Kirche Nativité-de-la-Vierge (Lage) | PM21001505    | Classé       | 1919  |      |
| Glocke (1)                                  | Bronze, 1519 oder 1522 gegossen                                                                           | in der Kirche Nativité-de-la-Vierge (Lage) | PM21001506    | Classé       | 1923  |      |
| Glocke (2)                                  | Bronze, 1712 gegossen                                                                                     | in der Kirche Nativité-de-la-Vierge (Lage) | PM21001507    | Classé       | 1923  |      |
| Kreuzigungsgruppe                           | Holz, grau gefasst, Anfang des 16. Jahrhunderts; ohne Kruzifix                                            | in der Kirche Nativité-de-la-Vierge (Lage) | PM21001508    | Classé       | 1925  |      |
| Skulptur Paulus                             | Kalkstein, grau gefasst, Anfang des 16. Jahrhunderts                                                      | in der Kirche Nativité-de-la-Vierge (Lage) | PM21001509    | Classé       | 1962  |      |
| Skulptur Petrus                             | Kalkstein, grau gefasst, Anfang des 16. Jahrhunderts                                                      | in der Kirche Nativité-de-la-Vierge (Lage) | PM21001510    | Classé       | 1962  |      |
| Zwei Glocken                                | Bronze, 1578 gegossen                                                                                     | in der Kirche Nativité-de-la-Vierge (Lage) | PM21004180    | Inscrit      | 1995  |      |
| Acht Grenzsteine                            | 1578 gesetzt                                                                                              | östlich des Ortes (Lage)                   | PM21004000    | Inscrit      | 1993  |      |